# Angelica Ewans
 Der er for få eller ingen kildehenvisninger i denne artikel, hvilket er et problem. Du kan hjælpe ved at angive troværdige kilder til de påstande, som fremføres i artiklen.

Angelica Ewans, født Pierri, gift Burchardt, Goertz, Sponneck, Mayer, Ewans (14. december 1870 – 12. juli 1914), dansk grevinde og ejer af det daværende Aldershvile slot i Bagsværd.
Angelica Pierri kom til verden som ældste barn af en gipser og overspillemand i dennes andet ægteskab og en københavnsk mor. Som treårig blev hun plejedatter hos et ældre ægtepar, der havde en toddykælder i Blågårdsgade. Som 20-årig fik hun hemmeligt en datter, Stella, uden for ægteskab og kom til en præstegård i Kolding.
Det siges, at hun var både meget kvik og køn og havde en sjælden magt over mænd. Hun giftede sig i Kolding med Arndt Burchardt, søn af en fabriksejer, og rejste med sin mand til Sydafrika. Her gik Arndt til grunde, hun blev skilt og fik arbejde som servitrice. Hun serverede for diamant- og guldgravere, men en dag også for diamantmineejer Adolf Goertz, der var dødsmærket af tuberkulose. Han forelskede sig og giftede sig med hende, og de havde to lykkelige år, hvor også Angelicas datter, Stella, kom med i familien. Angelica blev enke som 27-årig og arvede i 1897 syv millioner danske kroner samt det fornemme Manor House i St. James Wood-parken i London, der bl.a. indeholdt en ægte Rembrandt.
Ifølge datteren forandrede det moderens lyse og lystige sind til et noget mere koldt kalkulerende væsen. I 1901 giftede Angelica sig i Søllerød Kirke med rigsgreve Carl Valdemar Sponneck, der var Stellas far, var forgældet og ikke så præsentabel. Derefter kunne hun pryde sig med en nitakket krone og titlen grevinde. Efter et par år blev parret skilt, og grevinden drog til London for en tid.
Her blev hun 10. november 1905 gift med den velstående og højt ansete kunsthandler Gustav Mayer, som åbnede dørene for grevinden til hoffets sale og de fineste kredse i England. Hun solgte sit palæ i St. James Wood-parken og flyttede sammen med Mayer i Consort Road i en lejlighed på tolv værelser, bibliotek, arbejdsværelser, saloner, spisesal og gæsterum. Men til derby på væddeløbsbanen tabte Angelica sit hjerte til den unge rytter William Ewans af adelig herkomst, og i dette sidste ægteskab fik hun sat hele sin formue over styr. Hun gav den unge ægtemand alt, hvad han ønskede. Der blev trænet fuldblodsheste på Aldershviles jorde og festet i slottet.
Den 9. juni 1909 vågnede grevinden ved at slottet brændte, og det lykkedes både hende, datteren og husjomfruen at redde sig ud af slottet, mens alt nedbrændte. Der er en teori om, at branden var påsat af en utilfreds arbejder, eventuelt som håndlanger for andre. Med slottet brændte også en stor del af grevindens formue, der lå som værdipapirer, og slottet blev aldrig genopbygget. Hun festede stadig, men druknede sin sorg i whisky. Hun solgte Aldershvile slot med tilhørende jorder til Gustav Mayer for en aftale om at blive forsørget resten af sit liv, men fik ikke papir på aftalen. Mayer overholdt den ikke, og grevinden endte som en fattig pantelånerske. Angelica døde for egen hånd, da hun drak gift blandet med whisky og endte sit begivenhedsrige liv 43 år gammel i baglokalet til sin pantelånerforretning. Grevinden af Bagsværd var en kvinde, der både var ødsel og godgørende.
Ved Aldershvile Slotsruin står en mindesten for hende med teksten "Min Kære lille gode Mami Ange Evans, Født Pierri" og hendes fødsels- og dødsdato.
Forfatteren Henriette Rostrup skrev i 2022 romanen Grevinden, der beskriver Angelicas korte, men begivenhedsrige liv.